# 13 maggio
Il 13 maggio è il 133º giorno del calendario gregoriano (il 134º negli anni bisestili). Mancano 232 giorni alla fine dell'anno.

## Eventi
- 1277 – Decreto di Mehmet Bey di Karaman (Karamanoglu Mehmet): il turco diventa lingua ufficiale dei Selgiuchidi in luogo del persiano;
- 1568 – Battaglia di Langside: le forze di Maria Stuarda, regina di Scozia, vengono sconfitte da una confederazione di protestanti scozzesi, guidati da Giacomo Stewart (conte di Moray), suo fratellastro;
- 1607 – Jamestown (Virginia) viene stabilita come colonia inglese;
- 1619 – Lo statista olandese Johan van Oldenbarnevelt viene giustiziato a L'Aia dopo essere stato accusato di tradimento;
- 1779 – Guerra di successione bavarese: i mediatori russi e francesi negoziano la fine della guerra con il Trattato di Teschen;
- 1787 – Il capitano Arthur Phillip lascia Portsmouth (Inghilterra) con undici navi piene di detenuti, per fondare una colonia penale in Australia;
- 1809 – Napoleone I occupa Vienna;
- 1830 – L'Ecuador ottiene l'indipendenza;
- 1846 – Guerra messico-statunitense: gli Stati Uniti d'America dichiarano guerra al Messico;
- 1848 – Prima esecuzione dell'inno nazionale finlandese;
- 1861 – Guerra di secessione americana: la regina britannica Vittoria emana un "proclama di neutralità", che riconosce gli Stati Confederati d'America come aventi diritto alla belligeranza;
- 1864 – Guerra di secessione americana, battaglia di Resaca: il generale unionista William Tecumseh Sherman avanza verso Atlanta;
- 1871 – Italia: il parlamento approva la Legge delle guarentigie;
- 1877 – L'edizione odierna della rivista L'Illustrazione Italiana riferisce del telefono di Alexander Graham Bell senza menzionare l'apparecchio equivalente che l'italiano Antonio Meucci aveva realizzato nel 1871;
- 1880 – A Menlo Park (New Jersey), Thomas Edison esegue il primo test di una ferrovia elettrica;
- 1888 – Il Brasile abolisce la schiavitù;
- 1909 – Parte da Piazzale Loreto a Milano il primo Giro d'Italia, otto tappe per 2448 km, che verrà vinto da Luigi Ganna;
- 1912 – Nel Regno Unito vengono fondati i Royal Flying Corps (oggi Royal Air Force);
- 1913 – Igor' Ivanovič Sikorskij diventa la prima persona a pilotare un aeroplano quadrimotore;
- 1915 – Antonio Salandra si dimette dall'incarico di primo ministro (verrà nominato nuovamente da Vittorio Emanuele III tre giorni dopo);
- 1917 – Tre piccoli contadini riferiscono di aver visto la Beata Vergine Maria sopra un leccio a Cova da Iria vicino a Fátima, in Portogallo;
- 1918 – Battaglia del Monte Corno: il tenente Carlo Sabatini, al comando di un gruppo di altri quattro Arditi, attacca e sconfigge il presidio austriaco sulla cima del Monte Corno, guadagnandosi la Medaglia d'Oro al Valor Militare;
- 1939 – Salpa da Amburgo il transatlantico St. Louis con a bordo 963 esuli ebrei;
- 1940
  - Seconda guerra mondiale: la Germania nazista inizia la conquista della Francia, quando le truppe tedesche attraversano la Mosa; Winston Churchill pronuncia il suo famoso discorso su «sangue, lacrime, fatica e sudore» davanti alla Camera dei comuni britannica;
  - La regina Guglielmina dei Paesi Bassi sfugge all'invasione nazista e si reca in Gran Bretagna; la principessa Giuliana porta i suoi figli in Canada per la loro sicurezza;
- 1943 – Seconda guerra mondiale: l'Afrika Korps tedesco e le truppe italiane in Nordafrica si arrendono alle forze alleate;
- 1950 – Nel circuito di Silverstone prende il via la prima gara di Formula 1 della storia; il titolo mondiale andrà all'italiano Nino Farina;
- 1958
  - Durante una visita a Caracas, in Venezuela, l'auto del vicepresidente degli Stati Uniti Richard Nixon viene attaccata da dimostranti antiamericani;
  - In Francia l'insurrezione dei paracadutisti di Algeri fa nascere la Quinta Repubblica francese, con Pierre Pflimlin primo ministro e Charles de Gaulle presidente;
  - Viene registrato il marchio del Velcro;
- 1960 – Prima ascesa del Dhaulagiri I, settima vetta più alta del mondo;
- 1968 – A Parigi, la sinistra francese organizza una manifestazione che raduna 800000 persone: è l'inizio del Maggio francese;
- 1969 – Scontri razziali a Kuala Lumpur, Malaysia, successivamente noti come Incidenti del 13 maggio;
- 1976 – Pol Pot viene nominato primo ministro della Cambogia;
- 1978 – In Italia entra in vigore la Legge Basaglia, che abolisce i manicomi;
- 1981 – Mehmet Ali Ağca tenta di assassinare papa Giovanni Paolo II in Piazza San Pietro a Roma;
- 1985
  - Il sindaco di Filadelfia ordina alla polizia di irrompere nella sede del gruppo radicale MOVE per porre fine a un confronto: la polizia lancia un ordigno esplosivo sulla sede che causa la morte di 11 membri del MOVE e poi un incendio che distrugge a sua volta le case di 250 residenti vicini;
  - Si riuniscono in una chiesa di Washington i membri dell'associazione Parents Music Resource Center per ideare un sistema di identificazione della musica inadatta ai bambini che porterà poi alla creazione dell'etichetta Parental Advisory[1];
- 1996 – Violenti temporali e tornado in Bangladesh mietono 600 vittime;
- 1998 – A seguito della seconda tornata di test nucleari indiani, gli USA e il Giappone impongono sanzioni economiche alla nazione;
- 1999 – Carlo Azeglio Ciampi diventa il decimo presidente della Repubblica Italiana;
- 2004 – In India, l'italiana Sonia Maino, vedova di Rajiv Gandhi, vince le elezioni politiche; pochi giorni dopo, però, rinuncerà alla candidatura alla carica di primo ministro per le sue origini straniere in favore di Manmohan Singh, eletto premier il 19 maggio;
- 2023 – Loreen vince l'Eurovision Song Contest per la Svezia per la seconda volta.

## Nati
Ci sono circa 1 140 voci su persone nate il 13 maggio; vedi la pagina Nati il 13 maggio per un elenco descrittivo o la categoria Nati il 13 maggio per un indice alfabetico.

## Morti
Ci sono circa 470 voci su persone morte il 13 maggio; vedi la pagina Morti il 13 maggio per un elenco descrittivo o la categoria Morti il 13 maggio per un indice alfabetico.

## Feste e ricorrenze

### Religiose
Cristianesimo:
- Madonna di Fátima
- Sant'Agnese di Poitiers, badessa
- Sant'André-Hubert Fournet, presbitero
- Santi Argentea e Vulfura, martiri
- San Natale di Milano, vescovo
- San Servazio di Tongres, vescovo
- Santi Vittore e compagni martiri a Pollenzo
- Beata Giuliana di Norwich
- Beata Maddalena Albrici, vergine
- San Cristanziano
- San Maeldoid, abate

Religione romana antica e moderna:
- Dies religiosus[senza fonte]
- Lemuria, terzo e ultimo giorno